# Maizières (Haute-Marne)
Maizières ist eine französische Gemeinde mit 184 Einwohnern (Stand: 1. Januar 2022) im Département Haute-Marne in der Region Grand Est (vor 2016 Champagne-Ardenne). Sie gehört zum Arrondissement Saint-Dizier und ist Mitglied im Gemeindeverband Communauté d’agglomération du Grand Saint-Dizier, Der et Vallées.

## Geographie
Maizières liegt etwa 20 Kilometer südsüdöstlich vom Stadtzentrum von Saint-Dizier. Umgeben wird Maizières von den Nachbargemeinden Troisfontaines-la-Ville im Norden und Nordwesten, Rachecourt-sur-Marne im Nordosten, Chevillon im Osten und Nordosten, Chatonrupt-Sommermont im Süden und Osten, Fays im Süden und Südwesten sowie Sommancourt im Westen.

## Bevölkerungsentwicklung
| Jahr                       | 1962 | 1968 | 1975 | 1982 | 1990 | 1999 | 2006 | 2011 | 2018 |
| -------------------------- | ---- | ---- | ---- | ---- | ---- | ---- | ---- | ---- | ---- |
| Einwohner                  | 187  | 168  | 145  | 161  | 169  | 168  | 168  | 171  | 193  |
| Quellen: Cassini und INSEE |      |      |      |      |      |      |      |      |      |

## Sehenswürdigkeiten
- Kirche Saint-Martin